# San Lorenzo in Banale
San Lorenzo in Banale é uma comuna italiana da região do Trentino-Alto Ádige, província de Trento, com cerca de 1.118 habitantes. Estende-se por uma área de 61 km², tendo uma densidade populacional de 18 hab/km². Faz fronteira com Ragoli, Molveno, Andalo, Vezzano, Stenico, Dorsino, Calavino, Lomaso, Bleggio Inferiore.
Faz parte da rede das Aldeias mais bonitas de Itália.